# Attaque chimique d'Ouqayribat
L'attaque chimique d'Ouqayribat est commise au cours de la guerre civile syrienne, le 12 décembre 2016, elle tue plusieurs dizaines de civils dans l'est de Hama.

## Déroulement
L'attaque est menée contre cinq villages situés à l'est du gouvernorat de Hama : Ouqayribat, Jrouh, Slaliyah, Al-Qastal et Hamadi Omar, alors contrôlés par l'État islamique. Selon le « gouvernement intérimaire syrien » — une structure de l'opposition syrienne siégeant à Gaziantep, en Turquie —  le Réseau syrien des droits de l'homme (SNHR), le Centre de documentation des violations en Syrie (VDC) et Human Rights Watch, des missiles sont tirés par des avions le 12 décembre 2016, à 7 h 30 du matin. Les ONG enquêtent difficilement à cause de la présence de djihadistes dans la région mais les témoignages des habitants ainsi que des photos montrent notamment des enfants inertes qui seraient morts dans leur sommeil. Les témoignages recueillis évoquent aussi, selon Le Monde, « des cas de suffocation, de rétrécissement de la pupille, d'incontinence et de vomissements, autant d'éléments caractéristiques d'une exposition au gaz sarin ».

## Enquêtes
L'attaque passe totalement inaperçue dans les médias occidentaux et ne provoque aucune réaction internationale. La région est pauvre et isolée, peu de photos et de vidéos sont prises par les habitants qui craignent également des représailles de l'État islamique. L'attention est également retenue par le siège et la bataille d'Alep, alors en train de s'achever. Cependant l'Organisation pour l'interdiction des armes chimiques (OIAC) se déclare alors « sérieusement préoccupée » par les allégations d'attaques chimiques.
Human Rights Watch publie un rapport le 1er mai 2017 dans lequel il impute l'attaque au régime syrien. L'ONG affirme que « des avions de guerre du gouvernement semblent avoir largué des bombes munies d'agents neurotoxiques » sur les villages de Jrouh et Al-Slaliyah le 12 décembre 2016. Les enquêtes et rapports d'autres ONG et différents observateurs imputent également l'attaque au régime syrien,,,.

## Bilan humain
Selon le Réseau syrien des droits de l'homme (SNHR), l'attaque fait au moins 35 morts. Le Centre de documentation des violations en Syrie (VDC) chiffre pour sa part le nombre des victimes à 85 tués, tandis que le « gouvernement intérimaire » et l'UOSSM donnent un bilan de 93 morts et Human Rights Watch est en mesure d'identifier 67 morts,. Le nombre de blessés et personnes intoxiquées est estimé à 300 et 500 selon les premières sources, dans le contextes de lourdes frappes aériennes du régime syrien avant et après les attaques chimiques. Selon Benjamin Barthe, journaliste du Monde : « La difficulté à réunir des éléments précis dans les zones sous le contrôle de l’EI, où les habitants rechignent à parler de peur des représailles des djihadistes, explique la disparité dans les bilans ».